# Campeonato Juvenil de la AFC 1959
El Campeonato Juvenil de la AFC 1959 se celebró del 18 al 26 de abril en Malasia y contó con la participación de 9 selecciones juveniles de Asia.
Corea del Sur se convirtió en el primer campeón del torneo tras ser el equipo que acumuló más puntos en la fase final.

## Participantes
| - Burma - Ceilán - Hong Kong | - Japón - Malaya (anfitrión) - Filipinas | - Singapur - Corea del Sur - Tailandia |

## Ronda preliminar
| Equipo 1  | Resultado | Equipo 2  |
| --------- | --------- | --------- |
| Filipinas | 2–3       | Tailandia |

## Fase de grupos

### Ubicación
Los ganadores de las series jugarían en el grupo A de campeonato, mientras que los perdedores integrarían el grupo de consolación.
| Equipo 1      | Resultado | Equipo 2  |
| ------------- | --------- | --------- |
| Malaya        | 12–0      | Ceilán    |
| Hong Kong     | 2–1       | Burma     |
| Japón         | 4–0       | Singapur  |
| Corea del Sur | 2–0       | Tailandia |

### Consolación
| País      | J | G | E | P | GF | GC | GD  | Pts |
| --------- | - | - | - | - | -- | -- | --- | --- |
| Tailandia | 4 | 3 | 1 | 0 | 14 | 4  | +10 | 7   |
| Burma     | 4 | 3 | 1 | 0 | 24 | 11 | +13 | 7   |
| Singapur  | 4 | 1 | 1 | 2 | 15 | 14 | +1  | 3   |
| Ceylon    | 4 | 1 | 0 | 3 | 10 | 21 | –11 | 2   |
| Filipinas | 4 | 0 | 1 | 3 | 4  | 17 | –13 | 1   |

| 20 de abril | Singapur  | 2–2  | Filipinas |
|             | Ceylon    | 4–6  | Burma     |
| 21 de abril | Burma     | 1–1  | Tailandia |
| 22 de abril | Tailandia | 4–0  | Singapur  |
|             | Ceylon    | 2–1  | Filipinas |
| 23 de abril | Burma     | 7–5  | Singapur  |
| 24 de abril | Filipinas | 1–10 | Burma     |
|             | Ceylon    | 3–6  | Tailandia |
| 25 de abril | Singapur  | 8–1  | Ceilon    |
|             | Filipinas | 0–3  | Tailandia |

### Campeonato
| País          | J | G | E | P | GF | GC | GD  | Pts |
| ------------- | - | - | - | - | -- | -- | --- | --- |
| Corea del Sur | 3 | 3 | 0 | 0 | 6  | 3  | +3  | 6   |
| Malaya        | 3 | 2 | 0 | 1 | 14 | 2  | +12 | 4   |
| Japón         | 3 | 1 | 0 | 2 | 8  | 11 | –3  | 2   |
| Hong Kong     | 3 | 0 | 0 | 3 | 2  | 14 | –12 | 0   |

| 20 de abril | Hong Kong     | 0-7 | Malaya        |
| 21 de abril | Corea del Sur | 3–2 | Japón         |
| 22 de abril | Malaya        | 6–0 | Japón         |
| 23 de abril | Corea del Sur | 1–0 | Hong Kong     |
| 24 de abril | Japón         | 6–0 | Hong Kong     |
| 25 de abril | Malaya        | 1–2 | Corea del Sur |

## Campeón
| Campeonato Juvenil de la AFC 1959 |
| --------------------------------- |
| Bandera de Corea del Sur          |
| Corea del Sur 1º Título           |